# Autoroute A412 (France)
Pour les articles homonymes, voir A412.
L'autoroute A412, dite autoroute du Chablais ou autoroute transchablaisienne, est un projet autoroutier français dans le département de la Haute-Savoie. Originellement appelée autoroute A400, cette autoroute devait relier Annemasse et Thonon-les-Bains, soit 35 km d'autoroute et est à présent limitée à une section en  projet de 16,5 km de Machilly à Thonon-les-Bains. Cette autoroute est en projet depuis 1975 à cause du problème environnemental car elle doit passer sur des zones humides protégées.

## Historique

### Projet initial (1994-1997)
En raison du coût trop élevé de la construction de l'autoroute A400 (2,6 milliards de francs français, soit presque 400 millions d'euros), la commission d'enquête préalable à la déclaration d'utilité publique émet le 28 septembre 1994, après un vote unanime, un avis défavorable. L'autoroute est néanmoins déclarée d'utilité publique par décret du 6 mai 1995.
La déclaration d’utilité publique est annulée par le Conseil d’État le 28 mars 1997 sur le fondement de la théorie du bilan : la juridiction administrative suprême estime que le bilan coût-avantages du projet est manifestement déséquilibré et que celui-ci ne saurait donc être reconnu d’utilité publique. En conséquence, l’autoroute n’est pas réalisée.

### Relance du projet
Le numéro A400 est resté inutilisé depuis l'abandon du premier projet. L’aménagement d’une route express à 2 × 2 voies entre le « carrefour des chasseurs » et Thonon-les-Bains a été déclaré d’utilité publique le 17 juillet 2006. En 2014, le projet est relancé avec la voie rapide mise en service en novembre 2014 entre le « carrefour des chasseurs » et Machilly, gérée par la DDE de la Haute-Savoie et une autoroute concédée de 16,5 km entre Machilly et Thonon-les-Bains. Cette autoroute comporterait trois  échangeurs  à  hauteur de Machilly, Perrignier et Anthy-sur-Léman. Une seule barrière de péage est envisagée, à mi-parcours, à la hauteur de Perrignier. Le système de péage serait donc de type « ouvert ». Une concertation s'est déroulée du 18 janvier au 18 mars 2016.
Une enquête publique unique relative à la liaison autoroutière concédée entre Machilly et Thonon-les-Bains est organisée du 8 juinau 13 juillet 2018. À la suite de cette enquête, l’autoroute A412 est déclarée d’utilité publique en décembre 2019. À la suite de difficultés dans l’élaboration des documents d’urbanisme (oubli de mise en compatibilité d’un plan local d’urbanisme intercommunal avec la nouvelle autoroute), le Parlement adopte au cours de l’année 2023 une loi de régularisation, permettant la construction de l’autoroute. Celle-ci est déclarée conforme à la Constitution par le Conseil constitutionnel le 20 juillet 2023,.

### Chantier et construction
En octobre 2024 est signé le contrat de concession entre l’État et la société AMEDEA. Cette dernière est majoritaire détenue par Eiffage. Les travaux sont prévus pour débuter en 2026 avec une mise en service estimée au début 2029. Les 16,5 km de l’A412 seront alors exploités par APRR jusqu’en 2079.
Site officiel : https://www.autoroute-a412.com/home/accueil.html

### Oppositions
En janvier 2020, diverses associations locales ainsi que la ville de Genève ont annoncé vouloir déposer des recours juridiques contre le projet autoroutier, jugeant que l'autoroute n'est plus souhaitable à l'heure de la crise climatique, et qu'il serait plus judicieux d'investir dans la modernisation de la partie savoyarde du RER Léman Express. Des paysans et écologistes locaux se disent prêts à créer une zone à défendre (ZAD) si le projet devait être confirmé. S'ensuit un vif débat dans la presse, les uns jugeant le projet nécessaire au désenclavement du Chablais, d'autres comme l'historien Claude Barbier, membre de la société savante savoyarde La Salévienne estiment qu'il ne peut y avoir « deux politiques des transports dans un territoire aussi petit que le Grand Genève. La politique la plus cohérente reste celle de la ville-centre, Genève, qui met l’accent sur les transports en commun. »